# Hede Bartsch-Wache
Hede Bartsch-Wache (ur. 1885 w Kłodzku, zm. 1969 w Bonn) – niemiecka pisarka pisząca wiersze o tematyce regionalnej, związane z ziemią kłodzką.
Najbardziej znanym jej utworem jest Ojczyzna (Heimat). Poza tym pisała bajki, ballady i opowiadania. Przez wiele lat była współpracownikiem kalendarzy „Guda Obend”, „Grofschoftersch Feierobend”, „Beikastla”, a także innych pism regionalnych.